# سفارة الصين في سويسرا
سفارة الصين في سويسرا هي أرفع تمثيل دبلوماسي لدولة الصين لدى سويسرا. تقع السفارة في برن وهي تهدف لتعزيز المصالح الصينية في سويسرا.

## وصلات خارجية
- قائمة سفارات الصين
- قائمة السفارات في سويسرا